# Ismael Nery
Ismael Nery (Belém, 9 de outubro de 1900 - Rio de Janeiro, 6 de abril de 1934) foi um pintor, desenhista, arquiteto, filósofo e poeta brasileiro de influência surrealista. Sua obra icônica é Autorretrato, 1927 (Autorretrato Rio/Paris). Esta obra participou da exposição Brazil: Body & Soul, no Museu Solomon R. Guggenheim em 2001,.

## Biografia

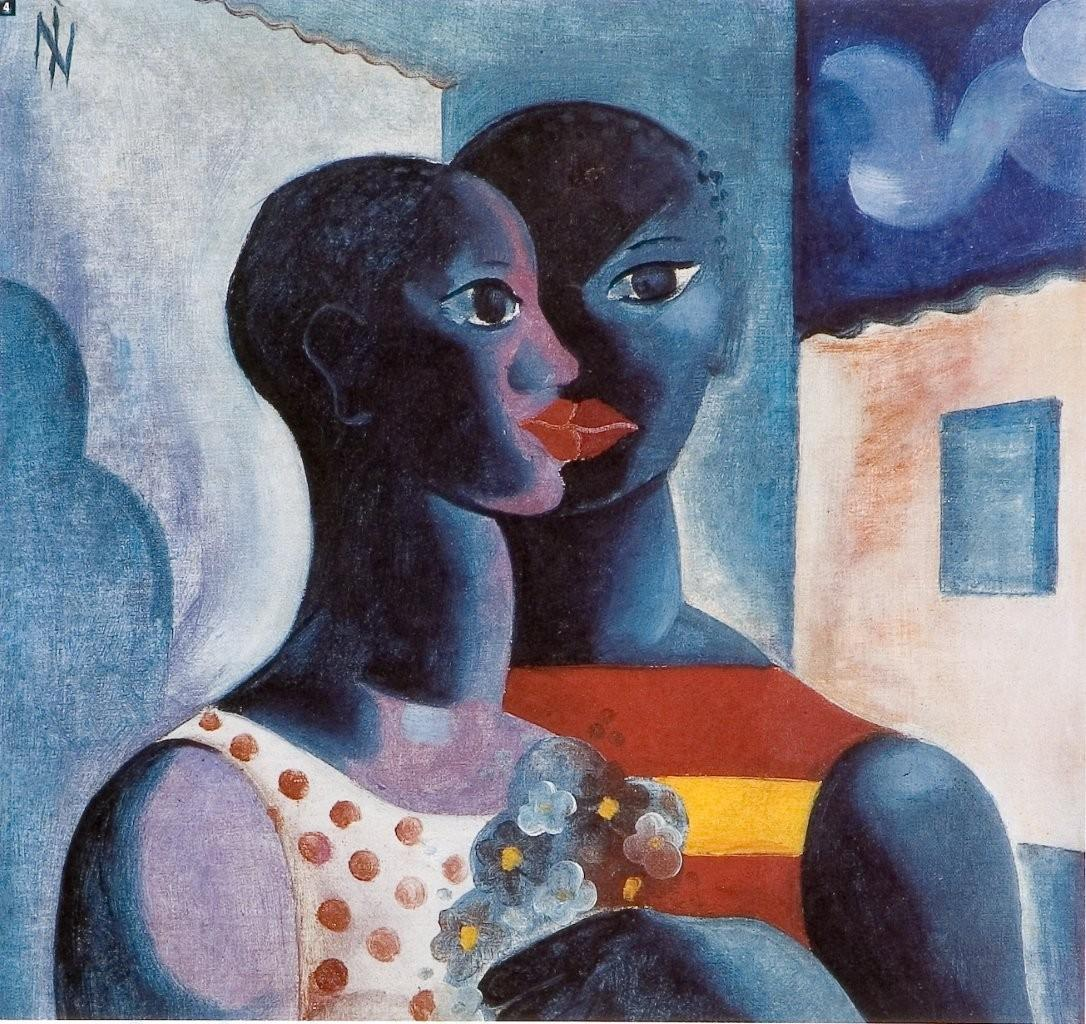
Ismael Nery - "Namorados" - óleo sobre tela - 58,5 x 58,5 cm - circa 1927

Ismael nasce em Belém do Pará, filho do doutor Ismael Ribeiro Nery e dona Marietta Macieira Nery. Seus avós paternos, eram Elzeário Ariano Ribeiro Nery e Leontina Leopoldina de Andrade, e maternos João Vicente da Silva Macieira e Maria Lopes da Cunha e Silva Macieira, sendo esta filha de Domingos Lopes da Cunha e Clara Joaquina Simões Lopes, que eram proprietários da fazenda do Campinho, em Madureira no Rio de Janeiro. Ismael cresceu junto aos pais, e as tias maternas, Alaíde e Maria José Macieira. Em 1909 mudou-se com a família para o Rio de Janeiro. Em 1917, ingressou na Escola Nacional de Belas Artes. Viajou pela Europa em 1920, tendo frequentado a Academia Julian, em Paris. De volta ao Brasil, trabalha como desenhista na seção de Arquitetura e Topografia da Diretoria do Patrimônio Nacional, órgão ligado ao Ministério da Fazenda. Lá conhece o poeta Murilo Mendes que se tornaria seu grande amigo e incentivador de sua obra.
Em 1922, casou-se com a poetisa Adalgisa Maria Ferreira. Nessa época realizou obras de tendência expressionista. Em 1926, deu início ao seu sistema filosófico de fundamentação católica e neotomista, denominado de Essencialismo. Em 1927 fez nova viagem a Europa, onde entrou em contato com Marc Chagall, André Breton e Marcel Noll, dentre outros surrealistas. Sua obra sofreu, também, a influência metafísica de Giorgio de Chirico e do cubismo de Picasso. Seus temas remetem-se sempre à figura humana: retratos, auto-retratos e nus. Não se interessou pelos temas nacionais, indígenas e afro-brasileiros, que considerava regionalistas e limitados. Dedicou-se a várias técnicas aplicadas em desenhos e ilustrações de livros. Foi, também, cenógrafo.
Em 1929, depois de uma viagem à Argentina e Uruguai, um diagnóstico revelou que ele era portador de tuberculose, o que o levou a internar-se no Sanatório de Correas, em Petrópolis (RJ), por dois anos. Saiu de lá aparentemente curado. No entanto, em 1933, a doença voltou de forma irreversível. A partir daí, suas figuras tornaram-se mais viscerais e mutiladas. 
Ismael morreu em 6 de abril de 1934, aos trinta e três anos de idade, na sua residência à avenida Carlos Peixoto 10, em Botafogo, Rio de Janeiro. Foi sepultado no cemitério do Caju, vestindo um hábito dos franciscanos, numa homenagem dos frades à sua ardorosa fé católica. Deixou 2 filhos, Ivan e Emanuel.
A mãe de Ismael, dona Marietta, apelidada de "irmã Verônica", também era muito religiosa e sofreu até o fim a morte do filho, falecendo em 1953. Além de Ismael, ela já havia perdido o marido, o filho João Vicente, seus pais e um irmão, João Macieira.
A obra de Nery permaneceu ignorada do público e da crítica até 1965, quando teve seu nome inscrito na 8ª Bienal de São Paulo, na Sala Especial de Surrealismo e Arte Fantástica. Suas obras foram expostas também na 10ª Bienal de São Paulo. Foram feitas retrospectivas em 1966, no Rio de Janeiro, e em 1984, no MAC-USP

## Fases da obra de Ismael Nery

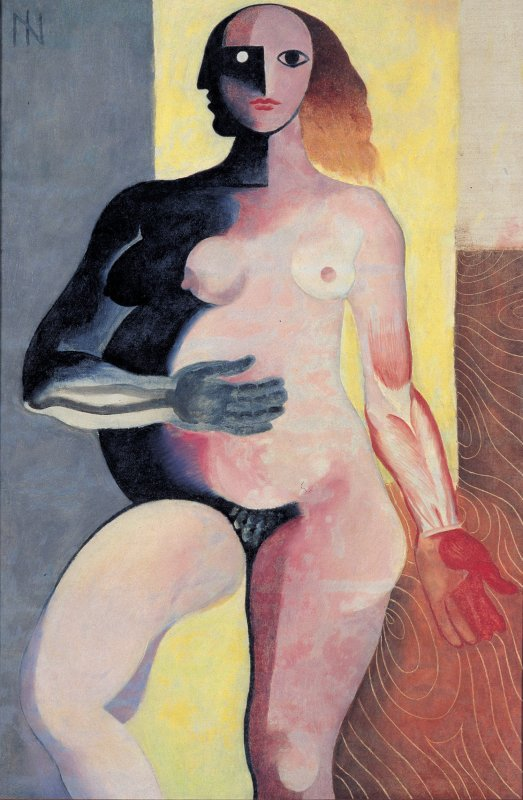
"Figura", 1927. Acervo do Museu de Arte Contemporânea da USP.

Costuma-se dividir a obra de Ismael Nery em três fases:
- de 1922 a 1923, a fase Expressionista;
- de 1924 a 1927, a fase Cubista, com evidente influência da fase azul de Pablo Picasso;
- de 1927 a 1934, fase do Surrealismo, sua fase mais importante e promissora.